# Super Bowl XXXIV
Super Bowl XXXIV var den 34:e upplagan av Super Bowl, finalmatchen i amerikansk fotbolls högsta liga, National Football League, för säsongen 1999. Matchen spelades den 30 januari 2000 mellan St. Louis Rams och Tennessee Titans. De kvalificerade sig genom att vinna slutspelet i konferenserna National Football Conference respektive American Football Conference. Det var första gången för båda lagen att spela Super Bowl.
Inför sista sekunderna stod det 23–16 till St. Louis efter att Tennessee hade hämtat upp ett underläge på 16–0. Tennessee hade också chansen att göra touchdown, med bara tio yard till St. Louis målområde, vilket fört matchen till oavgjort. St. Louis Kevin Dyson stoppades av en tackling från Tennessees försvarare Mike Jones med mindre än en yard från målområdet. Matchen fick därför smeknamnen One Yard Short, The Tackle och The Longest Yard. Matchen har också kallats "Dot-com Super Bowl" för att så stor del av reklamtiden köptes av IT-bolag, kallade "dot-com" i USA, och matchen spelades strax innan IT-bubblan sprack.
Värd för Super Bowl XXXV var Georgia Dome i Atlanta i Georgia.